# 大索貌閱
大索貌阅是隋朝的一種戶籍制度，防範層出不窮的不實人口，也是為加強輸籍法和析籍令的配套措施，以便隋朝政府確實掌握人口。

## 形成背景
史载，“山東尚承齊俗，機巧姦偽，避役惰遊者十六七。四方疲人，或詐老詐小，規免租賦。”
隋代初年，社會並不安定。雖然隋朝結束了魏晉南北朝三百多年的分裂局面，使全國歸於統一，但連年的征戰，使人口大多死於戰爭之中，人口大量銳減。
在民不聊生的情形下，許多人流離失所成流民，有人為避亂世而遁入空門成為僧侶，亦有人依附豪門之下，謀求生存。 
但這一些為生存隱蔽於他人戶口之下的百姓，嚴重影響國家的財政收入，也影響政權，所以隋朝政府除了藉由均田制裡面授還田等法規，介入農民生產活動，使農民願脫離豪族，成國家編戶外，也用輕稅政策留住農民，同時也在基層的戶籍檢查上，下了很大功夫。

## 施行方式
四方疲人，或詐老詐小，規免租賦。高祖令州縣大索貌閱，戶口不實者，正長遠配，而又開相糾之科。
1. 大索→即大搜索。
2. 貌閱→對人口做當面審問。
3. 相糾之科→鼓勵人們相互檢舉。

施行於開皇三年間，是為輸籍定樣的加強。
除了登記戶口外，為確實核對人口是否為假造，而進行當面查訪。藉由觀察其外表，檢視是否有謊報年齡、謊稱殘疾等等避稅之舉，同時也要求基層行政人員加強查訪，如若發現不實人口，則黨、里之長將處以流放之刑罰。

## 成效
此次查訪，替隋朝籍帳增加164萬餘戶口，對國家整體稅收大有助益。也使北齊以來山東地區戶籍混亂的情況獲得改善，豪強隱蔽的人口也成政府的編戶，江南地區的編戶也大為提升﹑人口控管更加有效。
但隋文帝的大索貌閱卻未改变政府和私家爭奪勞動人口的現實，為只要繇役一繁重，就不可能有所改變。且中唐之後，因均田制和租庸調制的崩潰，此制也漸漸廢弛。